# Polyplax biseriata
Polyplax biseriata är en insektsart som beskrevs av Ferris 1923. Polyplax biseriata ingår i släktet Polyplax och familjen ledlöss. Inga underarter finns listade i Catalogue of Life.